# HMIS Gondwana (K348)
HMIS Gondwana (K348) je bila korveta izboljšanega razreda Flower, ki je med drugo svetovno vojno plula pod zastavo Kraljeve indijske vojne mornarice.

## Zgodovina
Kraljeva vojna mornarica je 15. maja 1945 predala korveto HMS Burnet (K348 Britanski Indiji, ki pa jo je že vrnila 17. maja 1946.